# Thynnichthys
Thynnichthys es un género de peces de la familia Cyprinidae y de la orden de los Cypriniformes. Se encuentra en el Sudoeste Asiático en la India y Borneo.

## Especies
- Thynnichthys polylepis Bleeker, 1860
- Thynnichthys sandkhol (Sykes, 1839)
- Thynnichthys thynnoides (Bleeker, 1852)
- Thynnichthys vaillanti M. C. W. Weber & de Beaufort, 1916

- Datos: Q3768364
- Multimedia: Thynnichthys / Q3768364